# Henítxesk
Henítxesk (en ucraïnès Генічеськ, en rus Геническ) és una ciutat ucraïnesa portuària situada a la mar d'Azov, a l'óblast de Kherson. És la capital del districte de Henítxesk, i el 2021 tenia 19.253 habitants.

## Història

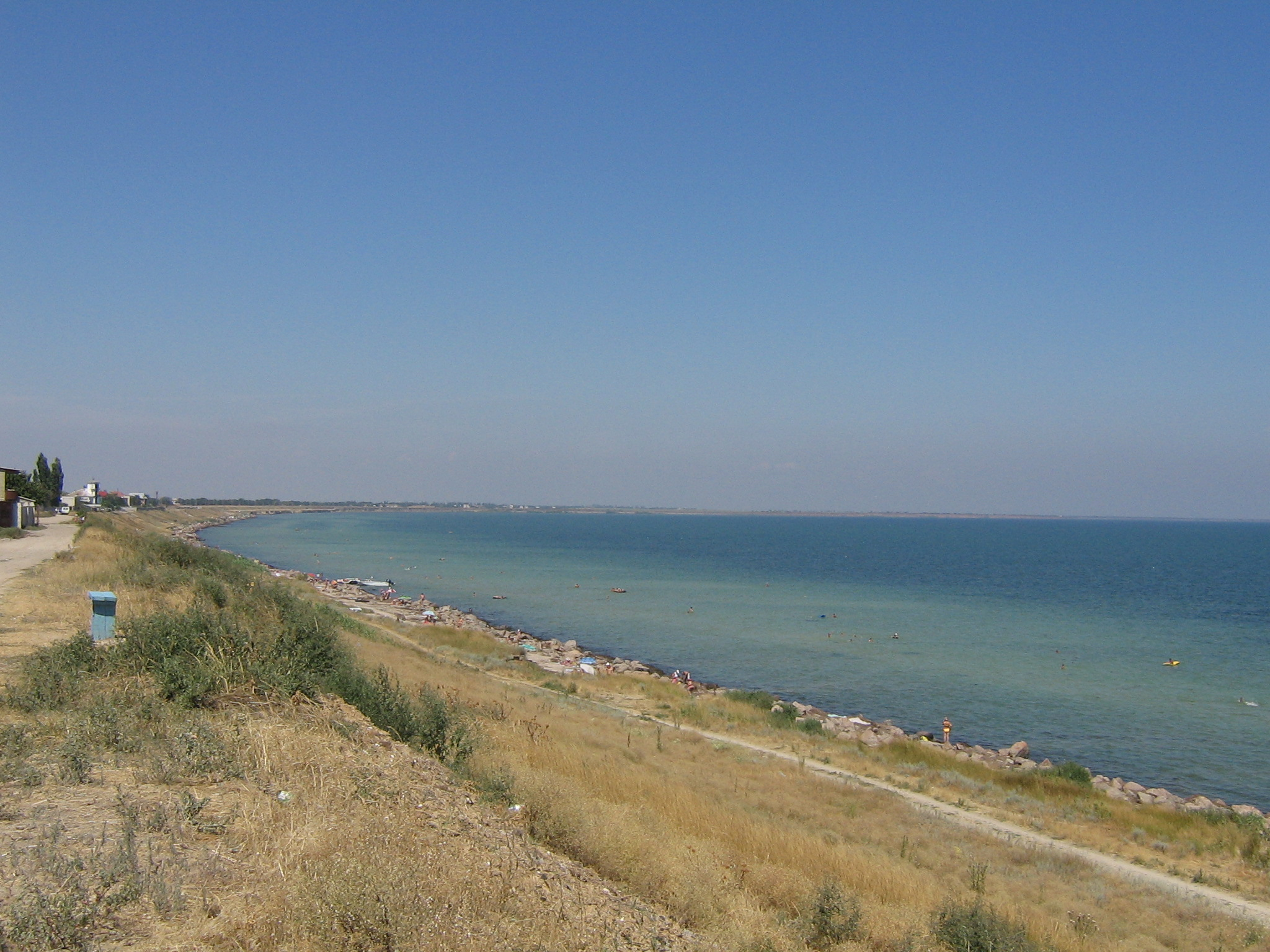
Platja de la vila

La ciutat fou fundada com una fortalesa per l'Imperi Rus el 1784 i fins al 1812 també era coneguda com Ust-Ozivske. Era un port i un centre comercial en la ruta de la sal que anava des del nord de Crimea fins a Rússia. Durant el segle XX fou la ubicació d'una de les fàbriques de farina més gran al sud d'Ucraïna.
El 24 de febrer de 2022 fou ocupada per l'exèrcit rus durant la Invasió Russa de 2022.